# 戈爾杜諾
46°13′00″N 9°02′04″E / 46.216555°N 9.0345622°E

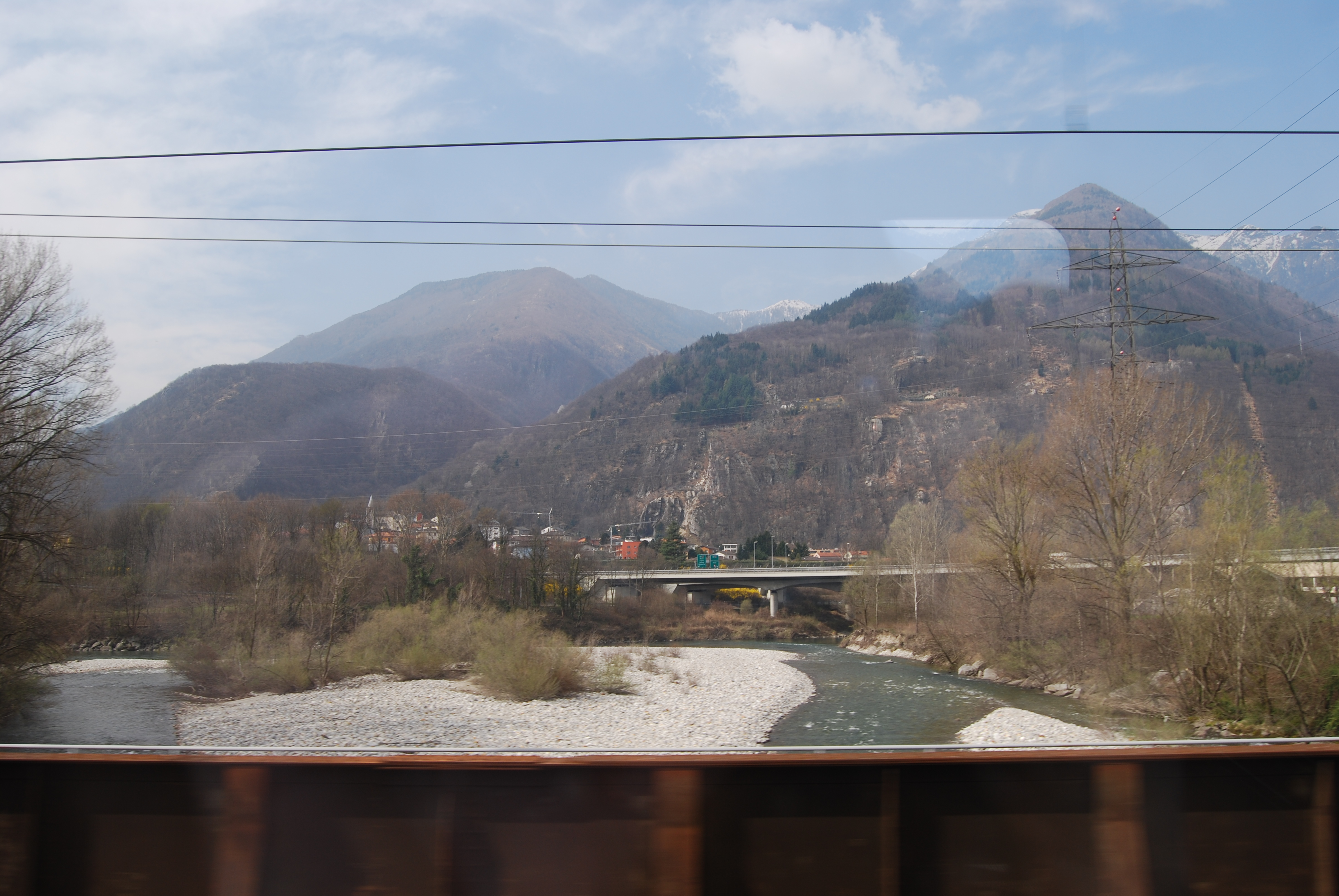

戈爾杜諾是瑞士的城鎮，位於該國南部，由提契諾州負責管轄，面積9.22平方公里，海拔高度284米，2011年人口677，九成人口信奉羅馬天主教，人口密度每平方公里73人。

## 外部連結
- Official website （页面存档备份，存于） （意大利文）